# 커먼 데이터 포맷
커먼 데이터 포맷(Common Data Format, CDF)은 1985년에 시작된 미국 항공 우주국(NASA)의 NSSDC(National Space Science Data Center)에서 개발된 라이브러리 및 툴킷이다. 이 소프트웨어는 다차원 데이터 세트의 저장 및 조작을 위한 인터페이스이다.

## 같이 보기
- FITS
- 계층적 데이터 형식(HDF)
- NetCDF